# Fernando Manzaneque
Fernando Manzaneque Sánchez (4. februar 1934 – 5. juni 2004) var en spansk professionel landevejscykelrytter født i Campo de Criptana.
| Cykling | Spire Denne biografi om en spansk cykelrytter er en spire som bør udbygges. Du er velkommen til at hjælpe Wikipedia ved at udvide den. |